# Diphyus salicatorius
Diphyus salicatorius är en stekelart som först beskrevs av Johann Ludwig Christian Gravenhorst 1820.  Diphyus salicatorius ingår i släktet Diphyus och familjen brokparasitsteklar. Arten är reproducerande i Sverige. Inga underarter finns listade i Catalogue of Life.